# ISO 3166-2:CU
Kódy ISO 3166-2 pro Kubu identifikují 15 provincií a 1 zvláštní oblast (stav v březnu 2015). První část (CU) je mezinárodní kód pro Kubu, druhá část sestává ze dvou čísel identifikujících provincii.

## Seznam kódů
```
CU-01 
Pinar del Río
 (Pinar del Río)
CU-03 
Havana
 (Havana)
CU-04 
Matanzas
 (Matanzas)
CU-05 
Villa Clara
 (Santa Clara)
CU-06 
Cienfuegos
 (Cienfuegos)
CU-07 
Sancti Spíritus
 (Sancti Spíritus)
CU-08 
Ciego de Ávila
 (Ciego de Ávila)
CU-09 
Camagüey
 (Camagüey)
CU-10 
Las Tunas
 (Victoria de Las Tunas)
CU-11 
Holguín
 (Holguín)
CU-12 
Granma
 (Bayamo)
CU-13 
Santiago de Cuba
 (Santiago de Cuba)
CU-14 
Guantánamo
 (Guantánamo)
CU-15 
Artemisa
 (Artemisa)
CU-16 
Mayabeque
 (San José de las Lajas)
CU-99 
Isla de la Juventud
 (Nueva Gerona)
```